# Horace Elmer Wood
Horace Elmer Wood (* 6. Februar 1901 in Portland (Oregon); † 13. August 1975) war ein US-amerikanischer Wirbeltier-Paläontologe.
Da sein Vater Kapitän der US Navy war, zog die Familie oft um und er wuchs an verschiedenen Orten der USA, in Europa und in Puerto Rico auf. Er ging in Washington D.C. zur Schule, wobei er oft das National Museum of Natural History besuchte, und in Brooklyn und studierte ab 1917 an der Princeton University Geologie und Paläontologie mit dem Bachelor-Abschluss 1921 und danach bei William K. Gregory an der Columbia University, an der er 1927 promoviert wurde. Nebenher war er  College-Lehrer. 1931 ging er an das Dana College in Newark (New Jersey), an dem er die Biologie-Fakultät aufbaute (später Teil der Rutgers University) und Professor für Paläontologie war. 1959 ging er wegen Augenproblemen vorzeitig in den Ruhestand. Er arbeitete mit dem American Museum of Natural History zusammen.
Er befasste sich vor allem mit fossilen Nashörnern und Tapiren, wobei er 1937 die Unterordnung Ceratomorpha einführte, die diese umfasste (siehe  Unpaarhufer). Er unternahm zum Beispiel in den 1920er Jahren Ausgrabungen in den Big Badlands von South Dakota (White River Group aus dem Oligozän), danach ausgedehnt auf andere Bereiche der USA und Kanadas. Dabei wurde er auch zum Experten für Stratigraphie dieser tertiären Schichten in den USA mit Hilfe von Säugetierfossilien. Ab 1938 stand er einem Komitee der Abteilung Wirbeltiere der Paleontological Society vor, dass solche stratigraphischen Fragen behandelte. Der Report des Komitees (Wood Report) wurde 1941 von der Geological Society of America veröffentlicht.
1956/57 war er Präsident der Society of Vertebrate Paleontology und 1939/40 Vizepräsident der New York Academy of Sciences. Er war Fellow der Geological Society of America.
Sein Bruder Albert E. Wood war auch Wirbeltier-Paläontologe.

## Schriften
- Some early tertiary rhinoceroses and hyracodonts, Bull. Am. Paleontology, 13, 1927, Nr. 50, 1–105
- Revision of the Hyrachidae: Am. Mus. Nat. Hist. Bulletin 67, 1934, 181–295
- Patterns of evolution, New York Acad. Sci. Transactions, Ser. 2, Band 16, 1954, 324–336